# Hertogdom Franken
Het hertogdom Franken was een van de vijf stamhertogdommen in Duitsland, het land van de Franken.
Het gebied omvatte het huidige Hessen met de stad Frankfurt am Main, het noorden van Baden-Württemberg, het zuiden van Thüringen, delen van Rijnland-Palts en de Frankische gebieden in Beieren. Dat laatste deel is thans nog terug te vinden als drie Beierse regierungsbezirke: Neder-Franken, Middel-Franken en Opper-Franken.
De hertogelijke titel vertegenwoordigde na enige tijd geen bezit van gebied meer en ging geleidelijk verloren, ook al omdat het Frankische Rijk een koninkrijk en later een keizerrijk werd. De titel van rex francorum of koning der Franken, kwam uiteindelijk bij de Franse koning terecht (zie daarover de evolutie van het woord Francië).

## Lijst van heersers
Konradijnen
- Koenraad de Oudere
- Koenraad I van Franken
- Everhard III van Franken